# Young, Loud and Snotty
Young, Loud and Snotty é o álbum de estreia do The Dead Boys, lançado em 1977. É considerado um clássico do punk rock mundial, combinando influências de bandas como New York Dolls, Ramones e The Stooges.

## Faixas
Todas faixas foram compostas por Stiv Bators, Cheetah Chrome e Jimmy Zero; exceto as indicadas.
1. "Sonic Reducer" (David Thomas, Jeff Magnum, Johnny Blitz) – 3:05
2. "All This and More" – 2:49
3. "What Love Is" – 2:08
4. "Not Anymore" – 3:38
5. "Ain't Nothin' to Do" – 2:25
6. "Caught With the Meat in Your Mouth" – 2:06
7. "Hey Little Girl" (Bob Gonzales, Don Baskin) (gravada ao vivo no CBGB) – 3:01
8. "I Need Lunch" – 3:36
9. "High Tension Wire" – 3:05
10. "Down in Flames" – 2:15
11. "Not Anymore/Ain't Nothin' to Do" [medley] – 7:15